# Port lotniczy Lázaro Cárdenas

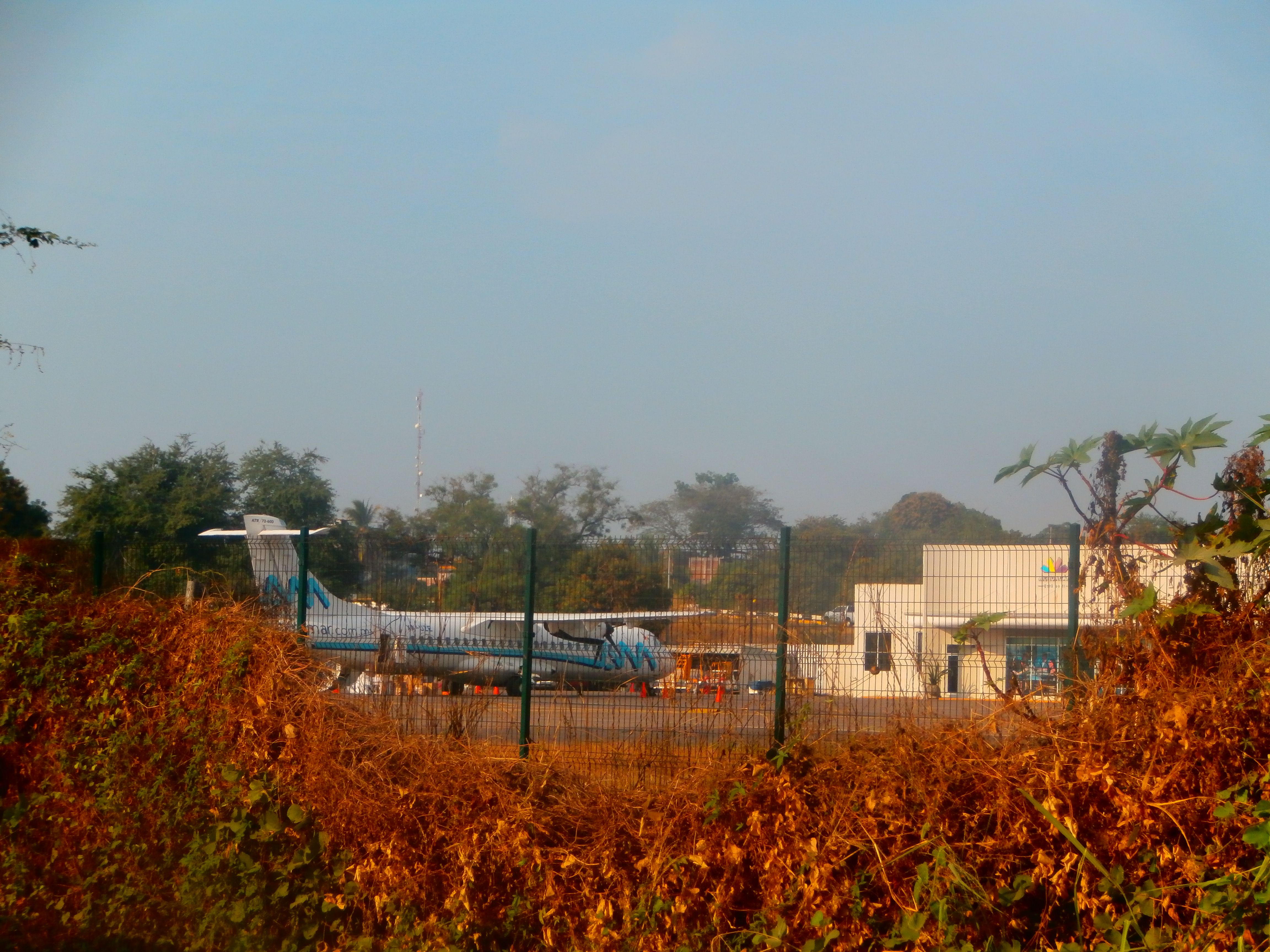

Port lotniczy Lázaro Cárdenas (IATA: LZC, ICAO: MMLC) – port lotniczy położony w Lázaro Cárdenas, w stanie Michoacán, w Meksyku.